# Duché de Franconie
906–1196
Entités précédentes :
- Austrasie

Entités suivantes :
- Principauté épiscopale de Wurtzbourg

Le duché de Franconie (en allemand : Herzogtum Franken) est un des cinq anciens duchés ethniques germaniques de la Francie orientale, fondé au Xe siècle. Issu du royaume carolingien de l'Austrasie, ce duché médiéval couvrait la partie centrale de la Germanie. Il s'étendait sur les États allemands contemporains de Hesse et la région adjacente du Palatinat sur les bords du Rhin jusqu'au nord de Bade-Wurtemberg (la « Franconie rhénane »), ainsi que le territoire actuel de la région de Franconie en Bavière, sur les rives de la rivière Main, jusqu'au Rennsteig en Thuringe. 
La Franconie rhénane est le pays d'origine des Conradiens et de la dynastie salienne, souverains du Saint-Empire. Au XIIe siècle, sous les Hohenstaufen, l'ancien duché cesse d'exister. L'empereur Frédéric Barberousse transféra le titre de duc de Franconie aux prince-évêques de Wurtzbourg en 1168 ; le centre de l'entité territoriale se déplace ensuite vers l'est, dans l'actuelle région de Franconie.

## Histoire

### Aux origines: une région franque à part depuis leVIesiècle
Au Ve siècle la partie orientale de cette contrée formait le centre du royaume des Thuringes. Vers l'an 531, elle est conquise par les Francs sous les rois Thierry Ier et Clotaire Ier, et le territoire se retrouve intégré dans le royaume d'Austrasie. 
La grande majorité des Francs ethniques, répartis entre Saliens et Ripuaires, ont été confinés respectivement aux Pays-Bas, à la pointe nord-est de la France moderne et sur les rives du Rhin, à proximité du Main et de la Hesse. Cependant, une élite franque, dispersée dans tout l'Empire carolingien, a donné son nom à la Franconie. 

### La fondation du duché auXesiècle

#### Le nom des Francs: d'une identité ethnique à une revendication nationale
Au IXe siècle, l'identité franque passe progressivement d'une identité ethnique à une identité nationale. Le nom de Francs, en tant que terme ethnique, cesse d'être utilisé de manière exclusive, même par les Francs d'origine eux-mêmes. Par contre, certains groupes de personnes, qui ne sont pas des Francs, mais gouvernés par la noblesse franque, commencent à utiliser cette appellation pour désigner leurs terres et leurs gens.
Quand, au début du Xe siècle, le duché de Franconie est créé au sein de la Francie orientale (Ostfrankenreich), son nom est choisi pour rappeler explicitement celui des Francs (en allemand, Franken est utilisé pour désigner à la fois les Franconiens modernes et les Francs historiques).

Carte du Saint-Empire vers l'an 1000, avec les duchés ethniques de l'ancienne Francie orientale en vert.

Sous le règne de Louis IV l'Enfant, le dernier roi des Carolingiens dans la Francie orientale, à partir de 900, le duché ethnique apparaît, et ses possesseurs se rendent de bonne heure indépendants. L'un d'eux, Conrad le Jeune, fils du comte Conrad de Lahngau de la dynastie des Conradiens, est élu roi de Germanie en 911, et laisse son duché à son frère Eberhard (de), tué en 939 à la bataille d'Andernach. Alors qu'il n'appartient pas à la dynastie carolingienne, Conrad et ses successeurs de la dynastie des Ottoniens se font nommer rex francorum, en conformité avec la loi salique.

#### Partition de la Franconie (en 939) et apogée politique
Après la révolte et le décès du duc Eberhard, le roi Otton Ier assume la souveraineté immédiate sur son duché. En 939, il est divisé en deux : la Franconie rhénane (Francia Rhenensis) autour du Rhin, avec Worms comme capitale, et la Franconie de l'Est (Francia Orientalis) sur le Main, avec pour centre Wurtzbourg. Les origines des dynasties franconiennes des Conradiens et Saliens, rois des Romains et empereurs romains germaniques remontent aux domaines rhénans, alors que les territoires sur le Main correspondent à la région actuelle de Franconie. 
En 955, le prince salien Conrad le Roux prend le commandement des troupes de Franconie et périt en combattant prétendument les Huns, en réalité les Magyars, à la bataille du Lechfeld. Il est enterré à la cathédrale de Worms. Son fils Othon de Worms, encore mineur, règne à sa suite sur de vastes régions de la Franconie rhénane ; il est nommé duc de Carinthie en 978.

#### Vers une dissolution au profit du Saint-Empire romain germanique
En 1024, Conrad II le Salique, petit-fils d'Othon et 6e duc de Franconie, est élu roi de Germanie puis couronné empereur en 1027 à Rome. Il devient ainsi chef de la maison impériale de Franconie qui, après lui, donne encore trois souverains à l'empire : Henri III (1039), Henri IV (1054) et Henri V (1106). Quant au duché de Franconie, Conrad II le Salique le cède en 1027 à son cousin Conrad II de Carinthie ; mais ce prince, s'étant révolté contre lui, est par la suite dépouillé de ses États. Son duché revient au roi et, après sa mort en 1039, reste indéfiniment divisé.

### Persistance du nom, dissolutionde factoauXIIIesiècle
Vers l'an 1116, l'empereur Henri V confère le titre de « duc de Franconie » à son neveu Conrad de Hohenstaufen. Néanmoins, Conrad règne seulement sur la Franconie de l'Est (la région actuelle de Franconie) où il entre peu après en conflit avec l'évêque Erlung de Wurtzbourg. Élu roi des Romains en 1138, il laisse ses domaines franconiens à sa mort en 1152 à son fils Frédéric de Rothenbourg, duc de Souabe. À la mort de ce dernier en 1167, son cousin, l'empereur Frédéric Barberousse, donne la Souabe à son propre fils Frédéric V. Il accorde le titre de duc de Franconie aux évêques de Wurtzbourg, tandis que les domaines sont attribués au fils cadet Conrad de Rothenbourg, qui devient également duc de Souabe après le décès de Frédéric V. À la mort de Conrad en 1196, son frère Philippe de Souabe hérite seul de la propriété et du titre, avant de devenir empereur en 1198. 
Ce dernier, par ses libéralités, met fin à l'existence du duché de Franconie en le morcelant en plusieurs fiefs qui deviennent États souverains. Le duché ne subsiste plus dès lors que nominalement ; les débris en sont conférés aux burgraves de Nuremberg, mais le titre demeure celui des évêques de Wurtzbourg. 

### Tentatives de reconstitution duXIVesiècleà 1814

La cercle de Franconie dans le Saint-Empire.

En 1387, le roi Venceslas donne le nom de « Thuringe-et-Franconie » à l'un des quatre cercles dans lesquels il divise l'Allemagne. À partir de 1440, le margrave Albert III Achille de Brandebourg essaye de récupérer la souveraineté d'un duc de Franconie pour la maison de Hohenzollern ; néanmoins cette tentative échoue devant la résistance de la ville impériale de Nuremberg.
En 1512, l'empereur Maximilien Ier fait de la Franconie un des dix cercles définitifs du Saint-Empire romain, avec ceux de Bavière, Souabe, Bas-Rhin-Westphalie, Haut-Rhin, Saxe, Basse-Saxe, Autriche, Bourgogne et le Cercle électoral du Rhin. Le cercle de Franconie est l'un des moins importants par son étendue, mais l'un des plus florissants de l'empire. Il comprend les évêchés de Bamberg, de Würtzbourg, d'Eichstätt, la maîtrise de l'Ordre Teutonique à Bad Mergentheim, les États princiers de Brandebourg-Bayreuth, Brandebourg-Ansbach, Henneberg-Schleusingen, Henneberg-Rœmhild, Henneberg-Schmalkalden, Löwenstein-Wertheim, Hohenlohe-Waldenbourg, les villes impériales de Nuremberg, Rothenburg ob der Tauber, Bad Windsheim, Schweinfurt, Weissenburg, outre plusieurs comtés, entre autres celui de Hohenlohe. 
Pendant la guerre de Trente Ans, l'idée émerge un instant de reconstituer le duché de Franconie en faveur du duc Bernard de Saxe-Weimar. 
Après la dissolution du Saint-Empire, en 1814, la plus grande partie de la Franconie échoit à la Bavière : elle y forme les cercles de Haute-Franconie, Basse-Franconie et Moyenne-Franconie ; le reste est partagé entre le Wurtemberg, le grand-duché de Bade, la Hesse-Electorale et la Hesse-Darmstadt, la Prusse et les duchés de Saxe, qui le possèdent encore au XIXe siècle.

## Liste des ducs
- jusqu'en 906 : Conrad l'Ancien ;
- 906-911 : Conrad le Jeune ;
- 912-939 : Eberhard de Franconie.

De 939 à 1115 le titre est entre les mains des empereurs Ottoniens puis Saliens :
- 939-955 : Conrad le Roux ;
- 955-985 : Othon de Carinthie ;
- 985-995 : Henri de Franconie ;
- 995-1004 : Othon de Carinthie, rétabli ;
- 1004-1011 : Conrad de Carinthie ;
- 1011-1030 : Conrad le Jeune ;
- 1030-1039 : Conrad le Salique ;
- 1039-1056 : Henri III le Noir ;
- 1056-1106 : Henri IV ;
- 1106-1115 : Henri V.

En 1115 l'empereur Henri V en investit Conrad le fils cadet de Frédéric Ier de Souabe :
- 1115-1152 : Conrad de Hohenstaufen ;
- 1152-1167 : Frédéric de Rothenbourg ;
- 1191-1196 : Conrad de Rothenbourg.

## Source
Cet article comprend des extraits du Dictionnaire Bouillet. Il est possible de supprimer cette indication, si le texte reflète le savoir actuel sur ce thème, si les sources sont citées, s'il satisfait aux exigences linguistiques actuelles et s'il ne contient pas de propos qui vont à l'encontre des règles de neutralité de Wikipédia.